# Leptophatnus xanthocephalus
Leptophatnus xanthocephalus là một loài tò vò trong họ Ichneumonidae.